# Gelbkopf-Zwerggecko
Gelbkopf-Zwerggecko (Lygodactylus picturatus) ist eine Art aus der Gattung Lygodactylus (Zwerggeckos) in der Familie der Geckos (Gekkonidae).

## Merkmale
Die Gelbkopf-Zwerggeckos können eine Gesamtlänge zwischen 7 und 9 cm erreichen, in der Natur werden sie jedoch meist nur 4 bis 5  cm lang. Männchen werden etwas größer als die gleich alten Weibchen. Beide Geschlechter haben einen gelben Kopf, der Körper ist bei den Männchen graublau bis blau und bei den Weibchen braun bis graublau. Dies jedoch ist abhängig von der Stimmung der Tiere, bei Störung kann sich der ganze Körper dunkelbraun färben. Die Kehle des Männchens ist tiefschwarz, die Weibchen haben eine helle Kehle.

## Lebensraum
Das Verbreitungsgebiet dieser Geckos ist hauptsächlich Ostafrika, vom südlichen Sudan über Somalia, Tansania und dem südlichen Kenia bis in den Süden Afrikas. Er lebt in diesen Gegenden meist in den Küstenregionen. In Uganda und Teilen Zentralafrikas kommt er in feuchten Wäldern in den Regionen um den Viktoriasee vor.

## Lebensweise
Der Gelbkopf-Zwerggecko ist tagsüber und in der Dämmerung aktiv. In seinem Verbreitungsgebiet fällt die Temperatur auch in der Nacht nicht unter 20 °C. Die Geckos verbringen den Tag vorzugsweise an großen Bäumen in bis zu vier Metern Höhe (arboricole Lebensweise). Das Klettern ermöglichen ihnen die mit Haftorganen (Haftschuppen) besetzten Zehen, die mit Tastborsten besetzt sind. Bei Lygodactylus picturatus ist ein Haftorgan auch an der Schwanzspitze vorhanden. Es besteht bei dieser Art aus 7 bis 9 Haftschuppenpaaren.

## Ernährung
Lygodactylus picturatus ist ein Lauerjäger, das heißt, er sitzt oft unbeweglich auf einem Ast, bis ein Beutetier in seine Nähe kommt und kann dann sehr schnell reagieren. Durch seine relativ großen und guten Augen kann er Bewegungen kleiner Insekten auch auf größere Distanz erkennen.

## Unterarten
- Lygodactylus picturatus mombasicus, Loveridge, 1935
- Lygodactylus picturatus picturatus, (Peters, 1868)
- Lygodactylus picturatus sudanensis, Loveridge, 1935